# Futbol'nyj Klub Orenburg 2017-2018
Questa voce raccoglie le informazioni riguardanti il Futbol'nyj Klub Orenburg nelle competizioni ufficiali della stagione 2017-2018.

## Stagione
La squadra vinse la PFN Ligi ottenendo l'immediato ritorno in Prem'er-Liga dopo la retrocessione della precedente stagione.

## Rosa
| N. |                        | Ruolo | Calciatore                |
| -- | ---------------------- | ----- | ------------------------- |
| 1  | Russia (bandiera)      | P     | Aleksandr Rudenko         |
| 2  | Russia (bandiera)      | D     | Vladimir Polujachtov      |
| 3  | Bielorussia (bandiera) | D     | Michail Sivakoŭ           |
| 4  | Croazia (bandiera)     | D     | Ivica Žunić               |
| 5  | Russia (bandiera)      | C     | Roman Vorobjov            |
| 8  | Russia (bandiera)      | C     | Marat Shogenov            |
| 9  | Russia (bandiera)      | C     | Vladimir Parnyakov        |
| 10 | Russia (bandiera)      | A     | Denis Popovic             |
| 12 | Russia (bandiera)      | C     | Andrej Malych             |
| 13 | Bielorussia (bandiera) | C     | Pavel Njachajčyk          |
| 15 | Russia (bandiera)      | D     | Dmitri Andreev (capitano) |
| 16 | Slovacchia (bandiera)  | A     | Michal Ďuriš              |
| 17 | Russia (bandiera)      | C     | Dmitrij Efremov           |
| 20 | Russia (bandiera)      | C     | Aleksei Pomerko           |
| 22 | Russia (bandiera)      | C     | Georgij Gabulov           |

| N. |                        | Ruolo | Calciatore        |
| -- | ---------------------- | ----- | ----------------- |
| 23 | Russia (bandiera)      | C     | Sergey Breev      |
| 24 | Russia (bandiera)      | C     | Igor Koronov      |
| 27 | Bielorussia (bandiera) | D     | Maksim Bardačoŭ   |
| 29 | Uzbekistan (bandiera)  | C     | Vadim Afonin      |
| 30 | Bielorussia (bandiera) | P     | Aljaksandr Hutar  |
| 32 | Slovenia (bandiera)    | C     | Denis Popović     |
| 33 | Russia (bandiera)      | P     | Dmitrij Abakumov  |
| 40 | Bulgaria (bandiera)    | C     | Blagoj Georgiev   |
| 41 | Russia (bandiera)      | P     | Michail Keržakov  |
| 45 | Georgia (bandiera)     | A     | Elguja Lobjanidze |
| 48 | Russia (bandiera)      | C     | Maksim Grigor'ev  |
| 50 | Bielorussia (bandiera) | C     | Stanislaŭ Drahun  |
| 58 | Russia (bandiera)      | D     | Ade               |
|    | Russia (bandiera)      | A     | Andrej Kozlov     |

## Risultati

### Campionato
| Orenburg 8 luglio 2017 1ª giornata | Orenburg | 2 – 1 referto | Tambov | Stadio Gazovik |

| Mosca 15 luglio 2017 2ª giornata | Spartak-2 Mosca | 1 – 0 referto | Orenburg | Stadio Accademia Spartak |

| Orenburg 22 luglio 2017 3ª giornata | Orenburg | 0 – 1 referto | Baltika | Stadio Gazovik |

| Krasnojarsk 26 luglio 2017 4ª giornata | Enisej | 2 – 0 referto | Orenburg | Stadio Centrale |

| Orenburg 30 luglio 2017 5ª giornata | Orenburg | 1 – 0 referto | Zenit-2 | Stadio Gazovik |

| Voronež 5 agosto 2017 6ª giornata | Fakel Voronež | 0 – 1 referto | Orenburg | Stadio Centrale |

| Orenburg 9 agosto 2017 7ª giornata | Orenburg | 2 – 2 referto | Rotor | Stadio Gazovik |

| Krasnodar 13 agosto 2017 8ª giornata | Kuban' | 4 – 1 referto | Orenburg | Stadio Kuban' |

| Orenburg 19 agosto 2017 9ª giornata | Orenburg | 2 – 0 referto | Luč-Ėnergija | Stadio Gazovik |

| Dzeržinsk 27 agosto 2017 10ª giornata | Olimpiec N.N. | 0 – 1 referto | Orenburg | Stadio Chimik |

| Orenburg 2 settembre 2017 11ª giornata | Orenburg | 3 – 2 referto | Kryl'ja Sovetov Samara | Stadio Gazovik |

| Tomsk 6 settembre 2017 12ª giornata | Tom' Tomsk | 0 – 0 referto | Orenburg | Trud Stadium |

| Orenburg 10 settembre 2017 13ª giornata | Orenburg | 5 – 2 referto | Chimki | Stadio Gazovik |

| Astrachan' 16 settembre 2017 14ª giornata | Volgar' Astrachan' | 2 – 0 referto | Orenburg | Stadio Centrale |

| Orenburg 24 settembre 2017 15ª giornata | Orenburg | 1 – 0 referto | Šinnik | Stadio Gazovik |

| San Pietroburgo 30 settembre 2017 16ª giornata | Dinamo San Pietroburgo | 0 – 1 referto | Orenburg | Stadio SK Petrovskij |

| Orenburg 7 ottobre 2017 17ª giornata | Orenburg | 3 – 0 referto | Tjumen' | Stadio Gazovik |

| Novosibirsk 14 ottobre 2017 18ª giornata | Sibir' | 0 – 1 referto | Orenburg | Spartak Stadium |

| Orenburg 21 ottobre 2017 19ª giornata | Orenburg | 1 – 1 referto | Avangard Kursk | Stadio Gazovik |

| Orenburg 29 ottobre 2017 20ª giornata | Orenburg | 2 – 1 referto | Spartak-2 Mosca | Stadio Gazovik |

| Kaliningrad 4 novembre 2017 21ª giornata | Baltika | 0 – 1 referto | Orenburg | Stadio Baltika |

| Orenburg 8 novembre 2017 22ª giornata | Orenburg | 1 – 0 referto | Enisej | Stadio Gazovik |

| San Pietroburgo 12 novembre 2017 23ª giornata | Zenit-2 | 1 – 2 referto | Orenburg | Stadio SK Petrovskij |

| Orenburg 18 novembre 2017 24ª giornata | Orenburg | 5 – 0 referto | Fakel Voronež | Stadio Gazovik |

| Volgograd 25 novembre 2017 25ª giornata | Rotor | 0 – 2 referto | Orenburg | Stadio Zenit |

| Orenburg 4 marzo 2018 26ª giornata | Orenburg | 1 – 0 referto | Kuban' | Stadio Gazovik |

| Vladivostok 10 marzo 2018 27ª giornata | Luč Vladivostok | 1 – 0 referto | Orenburg | Stadio Dinamo |

| Orenburg 17 marzo 2018 28ª giornata | Orenburg | 3 – 0 referto | Nižnij Novgorod | Stadio Gazovik |

| Samara 24 marzo 2018 29ª giornata | Kryl'ja Sovetov Samara | 0 – 0 referto | Orenburg | Stadio Metallurg |

| Orenburg 31 marzo 2018 30ª giornata | Orenburg | 3 – 0 referto | Tom' Tomsk | Stadio Gazovik |

| Chimki 7 aprile 2018 31ª giornata | Chimki | 0 – 1 referto | Orenburg | Stadio Novye Chimki |

| Orenburg 11 aprile 2018 32ª giornata | Orenburg | 3 – 0 referto | Volgar' Astrachan' | Stadio Gazovik |

| Jaroslavl' 15 aprile 2018 33ª giornata | Šinnik | 0 – 0 referto | Orenburg | Stadio Šinnik |

| Orenburg 21 aprile 2018 34ª giornata | Orenburg | 4 – 3 referto | Dinamo San Pietroburgo | Stadio Gazovik |

| Tjumen' 28 aprile 2018 35ª giornata | Tjumen' | 1 – 2 referto | Orenburg | Stadio Tjumen' |

| Orenburg 2 maggio 2018 36ª giornata | Orenburg | 1 – 0 referto | Sibir' | Stadio Gazovik |

| Kursk 5 maggio 2018 37ª giornata | Avangard Kursk | 0 – 2 referto | Orenburg | Stadio Trudovye rezervy |

| Tambov 12 maggio 2018 38ª giornata | Tambov | 1 – 1 referto | Orenburg | Spartak Stadium |

### Coppa di Russia
| Saratov 23 agosto 2017 Quarto turno | Sokol Saratov | 1 – 3 referto | Orenburg | Stadio Lokomotiv |

| Orenburg 20 settembre 2017 Sedicesimi di finale | Orenburg | 0 – 2 referto | Rubin | Stadio Gazovik |